# Maria Fricioiu

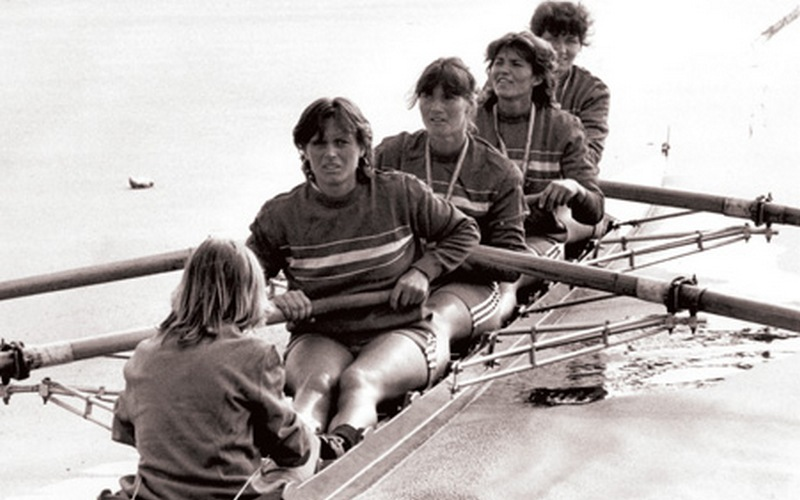
Echipa de canotaj 4+1 rame la JO 1984

Maria Fricioiu (n. 16 martie 1960, Golăiești, România) este o canotoare română, laureată cu aur la Los Angeles 1984. A primit titlul de Maestru Emerit al Sportului.

## Distincții
- Medalia „Meritul Sportiv” clasa I (15 aprilie 1981) „pentru rezultatele deosebite obținute la Jocurile olimpice de vară de la Moscova — 1980, precum și pentru contribuția adusă la dezvoltarea activității sportive și la creșterea prestigiului sportului românesc pe plan internațional”[4]

## Legături externe
- Maria Fricioiu la Comitetul Olimpic și Sportiv Român (arhivat)
- en Maria Fricioiu la Olympedia.org